# 能満寺 (川崎市)
能満寺（のうまんじ）は、神奈川県川崎市高津区にある天台宗の寺院。

## 歴史
奈良時代、行基によって開山されたといわれている。元々は同市宮前区の影向寺の塔頭であったが、戦国時代に快賢によって現在地に移転し再興、江戸時代中期に観空によって再再興した。
本尊の虚空蔵菩薩は、胎内の墨書銘により、1390年（明徳元年）5月13日に朝祐によって作られたことが判明している。神奈川県の文化財に指定されている。

## 文化財
- 木造虚空蔵菩薩立像（神奈川県指定重要文化財 平成4年11月20日指定）[3]
- 木造聖観世音菩薩立像（川崎市重要歴史記念物 昭和41年11月15日指定）[4]
- 木造増田孝清坐像（川崎市重要歴史記念物 昭和60年12月24日指定）[5]

## 交通アクセス
- 鉄道-武蔵新城駅より徒歩24分。
- 市バス・東急バス-武蔵小杉駅から鷺02系統、武蔵中原駅から原01系統、
- 武蔵溝ノ口駅・溝の口駅から溝21系統、溝25系統、宮前平駅から城11系統で
- 「能満寺」バス停下車